# Боунокер, Джон Адамс
Джон Адамс Боунокер (англ. John Adams Bownocker 11 марта 1865, округ Пикавей, Огайо — 20 октября 1928, Колумбус, Огайо) — американский геолог, доктор геологических наук (1897), профессор университета Штата Огайо (1897). Ученый, своими трудами заложивший основы геологии полезных ископаемых США.

## Биография
Джон Боунокер родился в США, в городке Святого Павла, округ Пикавей (Огайо) в 1865 году. В 1883 году поступил в Университет штата Огайо и окончил его с ученой степенью бакалавра в июне 1889 года. Затем работал в университете на различных должностях на факультете геологии до 1892 года. Получил степень доктора геологии в 1897 году и работал в должности профессора неорганической геологии университета Штата Огайо.
Был также Главным геологом Штата Огайо и создал первую географическую карту Штата.
Умер в г.Колумбус (Огайо) в 1928 году и был похоронен на кладбище городка Аманда, округа Фэрфилд (Огайо).

## Научная деятельность
Своими многочисленными книгами по геологии месторождений полезных ископаемых США заложил основы геологии полезных ископаемых этой страны. 

## Признание, память
Член Геологического Общества Америки, Американской Ассоциации за прогресс науки и других.
В память о Д. А. Боунокере Геологический факультет университета Штата Огайо учредил «Медаль им. Боунокера», которой награждались выдающиеся геологи Америки, такие как Вальтер Бухер, Кевин Тренберт и другие.

## Семья
Родители: отец Михаил Боунокер и мать Элиза (Адамс) Боунокер.
Бал женат на Анне К. Флинт с 12 июня 1911 года.